# Мічені карти
Мічені карти (англ. Marked Cards) — американська драма режисера Анрі Д'Ельба 1918 року.

## У ролях
- Марджері Вілсон — Еллен Шеннон
- Воллес МакДональд — Тед Бреслін
- Джек Кертіс — Пет Шеннон
- Рей Годфрі — Джанет Бреслін
- Харві Кларк — «Покер» ЛеМойн
- Джозеф Беннетт — Дон Джексон
- Лілліен Ленгдон — місіс Дж. Де Барт Бреслін
- Лі Фелпс — Уеслі Каттінг
- Енн Форрест — Вайнона Харрінгтон
- Бен Льюїс — Арнольд Хіт
- Едвард Брейді — Джон Актон